# ذخیره‌گاه زیست‌کره مانتریتزا
ذخیره‌گاه زیست‌کره مانتریتزا (به لاتین: Mantaritza Biosphere Reserve) یک ذخیره‌گاه زیست‌کره و ذخیره‌گاه طبیعی در بلغارستان است که در Municipality of Rakitovo, Pazardzhik Province, Bulgaria واقع شده‌است.